# Camper (bedrijf)
Camper is een Spaanse schoenenproducent. Lorenzo Fluxà Rosselló richtte het bedrijf in 1975 op en opende de eerste Camper-winkel in 1981 in Barcelona. In 1992 begon Camper aan een internationale uitbreiding. Tegenwoordig baat Camper zo'n 400 winkels uit. Sinds kort heeft Camper ook twee boetiekhotels: Casa Camper in Barcelona en Berlijn. De hoofdzetel bevindt zich in Inca op het eiland Mallorca.
Camper is bekend om informele maar stijlvolle schoenen, vaak met een ronde tip en afgeronde zolen. Van in het begin koos het bedrijf ervoor om schoenen te maken volgens traditionele, ambachtelijke methodes, maar met een grappige kwinkslag. Het bedrijf werkt vaak samen met externe ontwerpers.

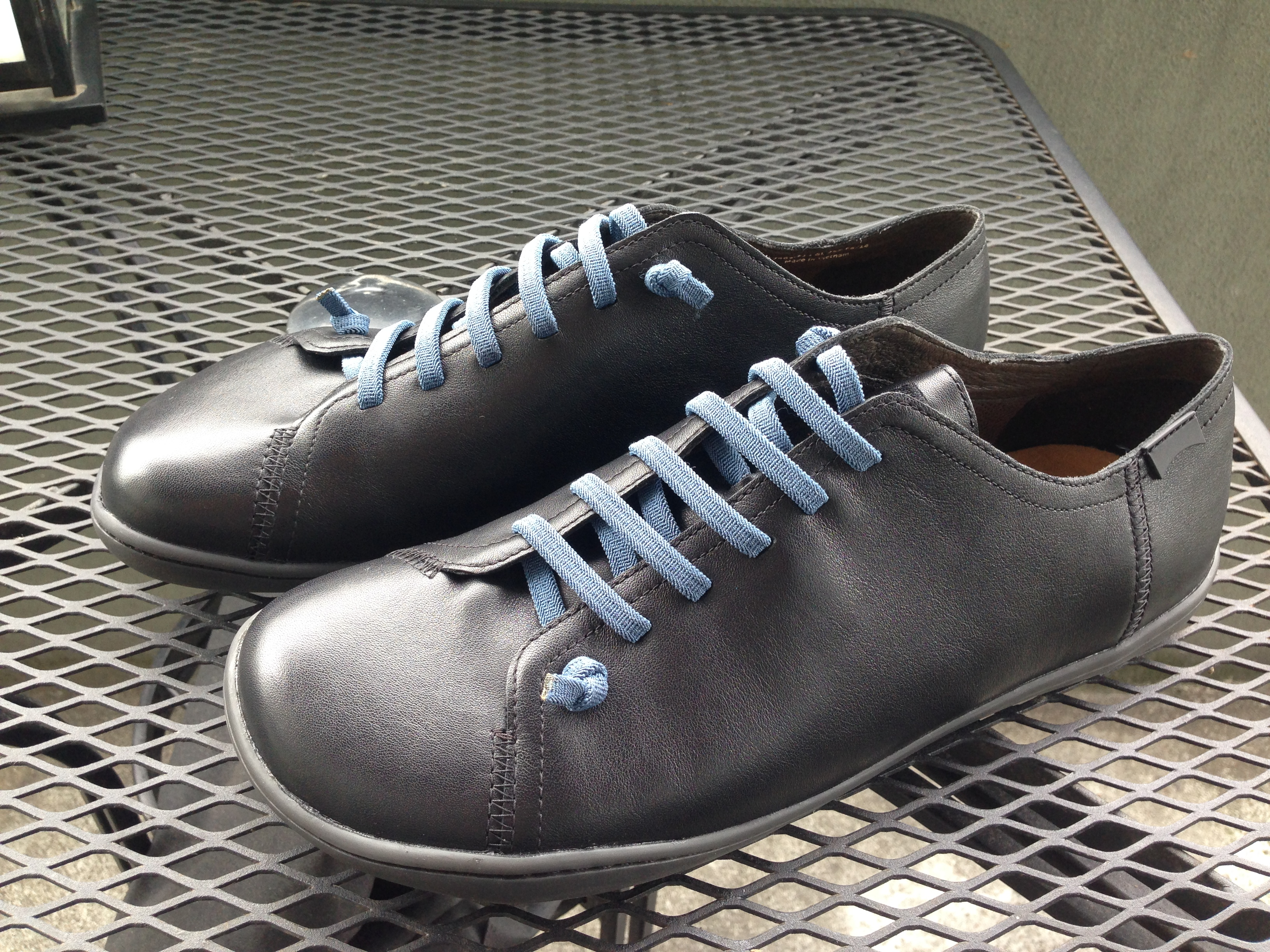
Een paar Campers met opvallend ronde, brede tip.